# Davide Mastrantonio
Pour les articles homonymes, voir Mastrantonio.
Davide Mastrantonio, né le 16 janvier 2004 à Rome, est un footballeur italien qui joue au poste de gardien de but à l'AS Rome.

## Biographie

### Carrière en club
Né à Rome en Italie, Davide Mastrantonio est formé par l'AS Rome,, avant de commencer sa carrière professionnelle en prêt à l'US Triestina pour la saison 2022-2023. Il joue son premier match avec l'équipe première du club en championnat d'Italie le 3 septembre 2022.

### Carrière en sélection
En juin 2023, Fabio Chiarodia est convoqué avec l'équipe d'Italie des moins de 19 ans pour participer au Championnat d'Europe des moins de 19 ans qui a lieu en juillet.
Après sa victoire face à l'Espagne (3-2), l'Italie atteint la finale de la compétition,, où elle s'impose 1-0 face au Portugal, son premier titre dans la catégorie en 20 ans,,,.

## Palmarès
Italie -19 ans
- Championnat d'Europe
  - Vainqueur en 2023